# Helena (Alabama)
Helena es una ciudad ubicada en los condados de Shelby y Jefferson en el estado estadounidense de Alabama. En el año 2000 tenía una población de 10 296 habitantes y una densidad poblacional de 232 personas por km².

## Geografía
Helena se encuentra ubicada en las coordenadas 33°16′47″N 86°51′22″O / 33.27972, -86.85611. Según la Oficina del Censo, la localidad tiene un área total de 44,3 km² (17,1 mi²), de la cual 44,2 km² (17,1 mi²) es tierra y 0,1 km² (0 mi²) (0.10%) es agua.

## Demografía
Según la Oficina del Censo en 2000 los ingresos medios por hogar en la localidad eran de $62,908, y los ingresos medios por familia eran $66,250. Los hombres tenían unos ingresos medios de $45,291 frente a los $32,431 para las mujeres. La renta per cápita para la localidad era de $26,323. Alrededor del 2,2% de la población estaban por debajo del umbral de pobreza.